# Timothee Adamowski
Tymoteusz „Timothee” Adamowski (ur. 24 marca 1858 w Warszawie, zm. 18 kwietnia 1943 w Bostonie) – polski skrzypek, dyrygent i kompozytor działający w Stanach Zjednoczonych.

## Życiorys
Naukę gry na skrzypcach rozpoczął w wieku siedmiu lat. Studiował u Apolinarego Kątskiego i Gustawa Roguskiego w Instytucie Muzycznym w Warszawie, które ukończył z wyróżnieniem w 1874. Następnie doskonalił grę na skrzypcach pod kierunkiem Lamberta Massarta w Konserwatorium Paryskim.
W 1879 przeniósł się na stałe do Bostonu, gdzie w latach 1884–1907 był grał z Bostońskiej Orkiestrze Symfonicznej, 82 razy występując jako solista, a także jako dyrygent podczas popularnych koncertów letnich. Równocześnie (1885-1933) prowadził klasę gry na skrzypcach w bostońskim New England Conservatory of Music}.
Był założycielem cieszących się dużą popularnością zespołów kameralnych: Kwartetu Adamowskich (1888–1896), a następnie od 1896 Tria – ze swoim bratem Józefem (wiolonczelistą) i jego żoną Antoniną Szumowską (pianistką). Jako solista występował z recitalami w Londynie, Paryżu i Warszawie.
W 1907 został drugim koncertmistrzem Bostońskiej Orkiestrze Symfonicznej, ale pod koniec sezonu zrezygnował, poświęcając się całkowicie muzyce kameralnej. Skomponował miniatury skrzypcowe i pieśni.
Stryj polskiego hokeisty i olimpijczyka Tadeusza Adamowskiego oraz aktorki i działaczki charytatywnej Helenki Adamowskiej Pantaleoni. Został pochowany na West Laurel Hill Cemetery w Bala Cynwyd, w Pensylwanii.